# Undervattensvulkan

Lava från West Mata undervattensvulkan.

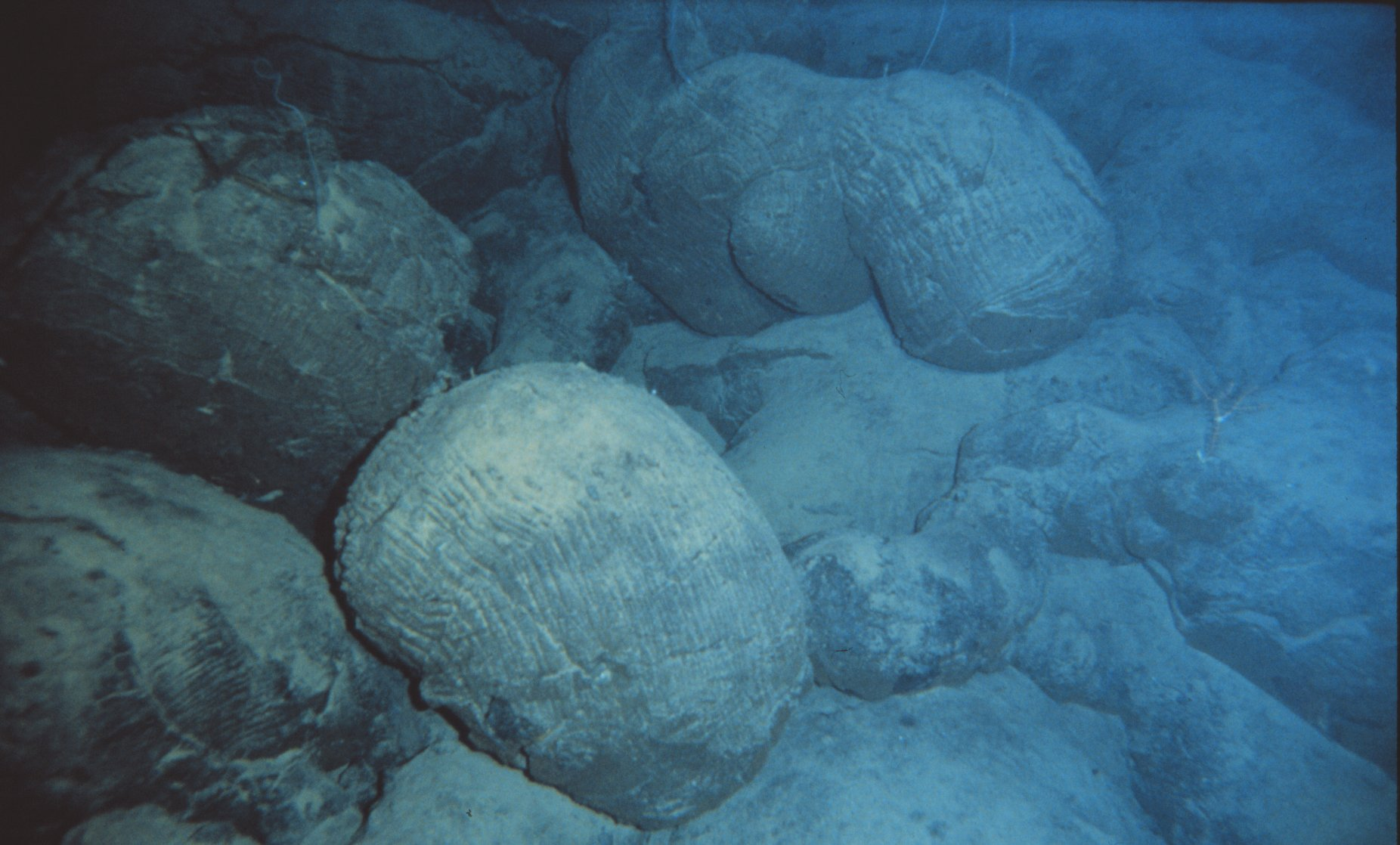
Kuddlava formade av en undervattensvulkan på Hawaii.

En undervattensvulkan är en vulkan belägen under vattenytan. Ibland bildas varmvattenskällor i deras närhet, vilket avger vatten som värmts av smält magma i jordens inre. I vissa fall där varmvattenkällan befinner sig på en isolerad plats och avger tillräcklig mängd med näringsämnen har en mycket speciell näringskedja bildats runt dessa varmvattenkällor. I denna näringskedja lever ofta så kallade extremofiler, bland annat räkor och musslor.

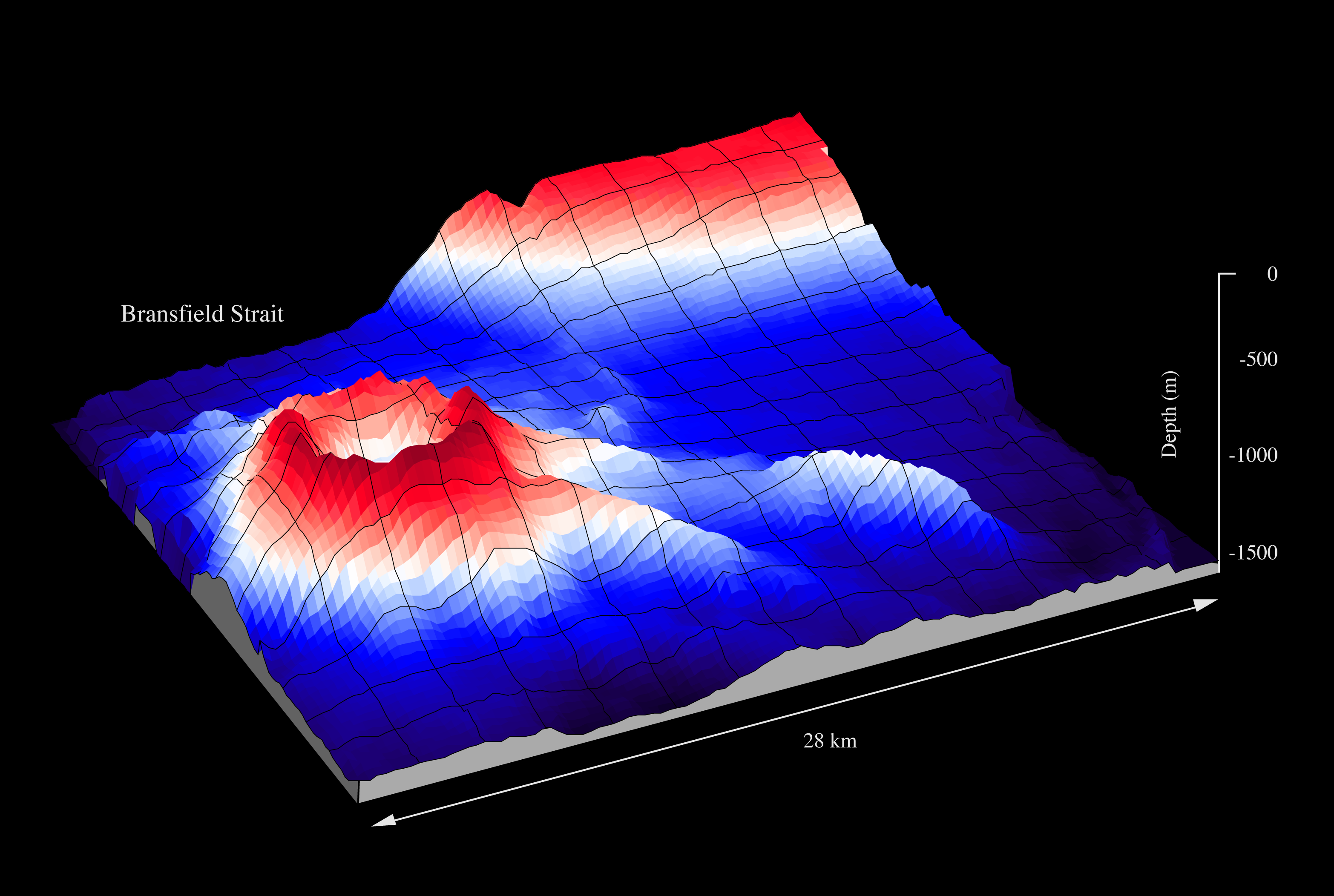
Illustration av en undervattensvulkan.
Illustration av en undervattensvulkan.